# 21396 Fisher-Ives
A 21396 Fisher-Ives (ideiglenes jelöléssel 1998 FC52) a Naprendszer kisbolygóövében található aszteroida. A LINEAR projekt keretében fedezték fel 1998. március 20-án.